# Patrocinio Samudio
Patrocinio Samudio (Asunción, Paraguay, 17 de marzo de 1975-2 de octubre de 2017) fue un futbolista paraguayo. Jugaba de defensa y su último club fue el 2 de Mayo de la Segunda División de Paraguay. Militó en clubes como Guaraní y Nacional (en este último equipo en dos periodos) entre otros. Falleció el 2 de octubre de 2017 a causa de un paro cardíaco.

## Clubes
| Club                | País     | Año       |
| ------------------- | -------- | --------- |
| Presidente Hayes    | Paraguay | 1997      |
| Guaraní             | Paraguay | 1998      |
| Nacional            | Paraguay | 1999      |
| Universal           | Paraguay | 2000      |
| River Plate         | Paraguay | 2001-2002 |
| 12 de Octubre       | Paraguay | 2003      |
| Nacional            | Paraguay | 2004      |
| Tacuary             | Paraguay | 2004-2009 |
| Fernando de la Mora | Paraguay | 2010-2011 |
| 2 de Mayo           | Paraguay | 2012-2013 |
| Club Martín Ledesma | Paraguay | 2014-2015 |